# Marpa Lotsawa
Marpa Lotsawa, född 912, död 1093 eller 1097, benämns av Reginald Ray, Robert Buswell och Donald Lopez som grundaren av kagyu, en inriktning inom den tibetanska buddhismen. Marpa var lärjunge åt Naropa, som var lärjunge åt Tilopa. John Powers menar därför att kagyu grundades av Tilopa, och inte Marpa.
Marpa är också känd som översättaren Marpa, och åtminstone 16 verk som Marpa översatt från sanskrit till tibetanska finns bevarade i den tibetanska buddhismens skriftkanon. Han hade fyra huvudsakliga lärjungar, varav den mest kända är Milarepa,  som är en av de mest kända personerna i hela den tibetanska buddhismens historia.
Marpa var under hela sitt liv en lekman, gift och hade många barn. Ray menar därför att Marpa kan vara en förebild för många tantriska utövare i modern tid, som är lekmän.

## Biografi
Enligt den traditionella biografin föddes han år 1012 i södra Tibet. Han hade välbärgade föräldrar, som skickade iväg honom för att vid tidig ålder studera buddhismen med många olika lärare. Han frågade många av sina lärare efter de mer avancerade lärdomarna, men blev alltid nekad till att få höra dem. Till slut reste han därför till Indien, för att söka efter mer avancerade lärdomar.
När han var i Nepal på väg mot Indien, fick han höra talas om Naropa, och då kände han ett mycket start begär till att möta Naropa, som följd av en koppling mellan dem från tidigare liv. Han sökte då upp Naropa, blev hans lärjunge och följde honom i 12 år. Han reste sedan tillbaka till Tibet, gifte sig och skaffade barn, för att sedan göra två ytterligare resor till Indien och Naropa. Under den andra resan till Indien, stannade han i Indien i sex år, och under den tredje stannade han där i tre år. Naropa fick i Tibet ett antal lärjungar, såsom Milarepa.
Av hans sju söner var bara en lämplig för att lära sig om buddhismen. Denna son dog dock under tidig ålder. Den döde sonens medvetande överfördes då till en duva genom att Marpa utförde phowa. Duvan flög till Indien, och medvetandet överfödes från duvan till en nyligen död indisk pojke, som då återuppstod. Denna återuppstådda pojke berättade omedelbart för omvärlden om sin identiet, och när han blev äldre blev han lärjunge till en av Marpas lärjungar.